# Peter Joseph Schneider (Mediziner)
Peter Joseph Schneider, auch Peter Josef Schneider (* 7. Juli 1791 in Stupferich; † 22. Juni 1871 in Offenburg) war ein badischer Arzt, Musikwissenschaftler und Philosoph.

## Leben
Peter Joseph Schneider besuchte Lyceen in Baden und Rastatt. Er studierte ab 1811 an der Universität Würzburg Heilkunde und schloss dort 1814 mit Doktorwürde ab.
Er wurde nach einigen Ortswechseln niedergelassener Arzt der Medizin, Chirurgie und Geburtshilfe in Ettlingen. Ab 1821 war er Physikus in Ettenheim.
Im Zuge einer Verordnung zur besseren Einrichtung der jüdischen Ritualbäder engagierte er sich ab 1822 für die Modernisierung dieser Mikwen.
1824 veröffentlichte Schneider eines der ersten Bücher über die Behandlung von psychischen Störungen durch Medikamente (Entwurf zu einer Heilmittellehre gegen psychische Krankheiten).
Im Jahre 1831 wurde er zum Großherzöglich–badischen Medizinalrat befördert und wechselte 1832 nach Offenburg, um dort auch die Stelle als Physikus anzunehmen. Bis 1835 wurde er zusätzlich Doktor der Philosophie und Musik.
1835 gründete er u. a. gemeinsam mit Ignaz Schürmayer in Offenburg, wohin er gewechselt war, den staatsärztlichen Verein und wurde Herausgeber der an den Verein angeschlossenen Zeitschrift Annalen der Staatsarzneikunde, später als Vereinte deutsche Zeitschrift für Staatsarzneikunde fortgeführt. Im gleichen Jahr veröffentlichte er eine Bücherreihe zum Hörsinn und stellte fest, dass „Alles, was das Ohr betrifft, sehr leicht vom Geiste empfunden wird“ (in System einer Medizinischen Musik, Band 1, S. 54).
1840 lehnte er eine Berufung in die Sanitätscommission ab und war von 1842 bis 1864 Medizinalreferent bei Hofgericht des Mittelrheinkreises.
1868 wurde er pensioniert und zum Ritter des Zähringer Löwenordens ernannt. Er starb an Lungenlähmung.
Er war mit Maria Sophia Engelberger (1796–1863), einer Tochter von Ignaz Engelberger verheiratet. Sein Sohn war der spätere Jurist Richard Schneider.
Peter Joseph Schneider war u. a. Mitglied im Großherzoglichen Badischen Landwirtschaftlichen Verein, der Naturforschende Gesellschaft zu Halle und der Königlich sächsischen Gesellschaft für Mineralogie zu Dresden.

## Werke (Auswahl)
- Versuch einer med.-statistischen Topographie von Ettlingen und dessen nächsten Umgebungen. Marx, Karlsruhe, 1818[13]
- Ueber die Gifte in med.-gerichtlicher und med.-polizeilicher Beziehung. Stahel, Würzburg, 1815
- Ueber die Gifte in med.-gerichtlicher und med.-polizeilicher Rücksicht. Laupp, Tübingen, 1821[14]
- Medizinisch-practische Adversarien am Krankenbette gesammelt. Band 1, Laupp, Tübingen, 1821[15]
- Entwurf zu einer Heilmittellehre gegen psychische Krankheiten, oder Heilmittel in Bezug auf psychische Krankheitsformen. Band 2, Laupp, Tübingen, 1824[16]
- Medizinisch polizeiliche Würdigung einiger Religionsgebräuche und Sitten des israelitischen Volkes, rücksichtlich ihres Einflusses auf den Gesundheitszustand desselben. Zeitschrift für die Staatsarzneikunde 10, 1825
- Ueber den sporadischen Typhus und das Wechselfieber, als Krankheitsformen des Gangliensystems. Band 3, Laupp, Tübingen, 1826
- Die Haematomanie des ersten Viertels des 19. Jahrhunderts, oder der Aderlaß in historischer, therapeutischer und med.-polizeilicher Hinsicht. Laupp, Tübingen, 1827
- System einer Medizinischen Musik. Zwei Bände, Georgi, 1835
- Über Einrichtung von Krankenhäusern in den Amtsstädten. Tübingen 1838
- Medicinisch-polizeiliche Würdigung der Leichenhallen. Wagner’sche Buchhandlung, Freiburg, 1839
- Die Verletzungen an allen Teilen des menschlichen Körpers, mit besonderer Rücksicht auf die Letalität derselben. Freiburg 1849
- Über die von den Gerichtsärzten zu erstattenden Gutachten nach dem neuen Strafgesetzbuche usw. für das Großherzogtum Baden. Wagner, Freiburg 1851